# Diaschiza
Diaschiza (łac., ang. diaschisis) – nagła utrata funkcji części mózgu, połączonej z pierwotnie uszkodzoną strukturą mózgu. Termin został wprowadzony do neurologii przez Monakowa w 1914 roku. W zależności od rodzaju uszkodzonych szlaków nerwowych wyróżniał on trzy typy diaschizy:
- korowo-rdzeniowy, spowodowany upośledzeniem funkcji motoneuronów rdzenia wtórnym do pierwotnego uszkodzenia kory ruchowej
- asocjacyjny (diaschiza kojarzeniowa), spowodowany uszkodzeniem obszarów korowych w obrębie tej samej półkuli; przykładowo diaschiza czołowa, ciemieniowa, potyliczna, skroniowa
- spoidłowy (diaschiza przezspoidłowa), spowodowany uszkodzeniem obszarów korowych w przeciwległej półkuli.

Szczególnym typem diaschizy jest skrzyżowana diaschiza móżdżkowa (crossed cerebellar diaschisis, CCD). CCD jest obserwowana w uszkodzeniach półkuli mózgu w przeciwległej półkuli móżdżku. Zjawisko to tłumaczy się uszkodzeniem połączeń korowo-mostowo-móżdżkowych i regionalnym skurczem zaopatrywanych przez nie naczyń móżdżku.